# Bata Corporation
Cipele Bata (engl. Bata Shoes, češ. Baťovy závody) je ime velike, nekada porodične obućarske fabrike, koju je osnovao čuveni predratni češki industrijalac Tomaš Batja (češ. Tomáš Baťa).
Danas je Bata ogromna multinacionalna firma, sa sedištem u Švajcarskoj u Lozani. Zapošljava preko 40 000 ljudi i deluje u 68 zemalja, na svim kontinentima osim Australije. Ima proizvodnju u 26 zemalja. Od osnivanje je prodala 14 milijardi pari obuće. Deluje preko 4 divizije:
- i

## Istorija fabrike

### Pre II svetskog rata
- 1894. Tomaš Batja sa svoja tri brata i 3 radnika pokrenuo je malu proizvodnju cipela.
- 1900. firma je javno društvo i već zapošljava 50 radnika.
- 1908. jedini vlasnik postaje Tomaš Batja.

Početkom I svetskog rata, firma ima 400 zaposlenih, a 1925. već 5200 ljudi. 1924. uvedena je kontinualna proizvodnja sa transporterom sa slobodnim padom, a 1928. proizvodnja na traci. Proizvodnja se povećala za 3/4, a broj zaposlenih samo za 35%. Godine 1928. osnivane su prve filijale u inostranstvu, 1930. je uvedeno 40-časovno radno vreme. 1931. je promenjen pravni oblik preduzeća u akcionarsko društvo, Bata je imao sve akcije.
I nakon smrti Tomaša Batje 1932. godine, firma se širi i proširuje oblasti svoj delovanja na proizvodnju pneumatika, tehničke gume, veštačkih vlakana, igračaka, mašina alatljika, mašina za šivenje, aviona, bicikala, itd. Koncern ima i građevinsku proizvodnju i osiguravajuće društvo Atlas. Koncern je 1938. godine imao i 63 inostrana društva, sopstvenu železničku prugu, turističku agenciju, prevozničko preduzeće, robne kuće, prodavnice (oko 8 hiljada prodavnica u Češkoj i više od 8 hiljada u inostranstvu), stambeni fond, sopstvena polja i šume. Koncern je zapošljavao više od 67 000 radnika, od toga više od 25 000 u inostranstvu.
Zanimljivo je da je jedna od fabrika Batinog koncerna bila i nekada čuvena jugoslovenska fabrika obuće Borovo, u ono vreme Bata-Borovo. Osnovana 1931. godine i oko nje se formiralo Borovo naselje, danas gradska četvrt u Vukovaru.

### Posleratni period
Fabrike u Čehoslovačkoj su nacionalizovane, a ostatak je nastavio da funkcioniše.

### Posle pada Berlinskog zida
Nakon Plišane revolucije u Čehoslovačkoj 1989. godine fabrike u Češkoj ponovo se pripajaju koncernu. Bata sada u Češkoj deluje pod imenom Baťa a.s.

## Spoljašnje veze
- Sajt Češkog Baťe
- Sajt Bata Internacional
- Sajt East Tilbury Bata shoe